# 広島県道26号新市七曲西城線
広島県道26号新市七曲西城線（ひろしまけんどう26ごうしんいちななまがりさいじょうせん）は、広島県福山市新市町新市と庄原市西城町平子を結ぶ県道（主要地方道）である。

## 概要
路線名称にある「七曲」は神石郡神石高原町福永の小字の一つである。
狭隘区間が多く、特に市町境付近には必ず離合困難箇所や大型車の通行が困難な箇所があったが、現在は神石郡神石高原町木津和以北については改良が進行している。また、府中市と神石高原町の境界部の狭隘部も迂回路となる農道が整備されているため、迂回できない狭隘部は、福山市から神石高原町への境界部の福山市側のみとなっている。 
新市駅前交差点からわずか数十mの間は福山・府中市境が通っている。

### 路線データ
- 起点：福山市新市町新市（新市交番（東）交差点、国道486号交点）
- 終点：庄原市西城町平子（国道183号交点）
- 実延長：50.5 km
- 異常気象時通行規制区間：[要出典]
  - 福山市新市町金丸 - 神石郡神石高原町父木野間（区間内で1時間に40mm以上もしくは24時間に120mm以上の降雨があった場合に通行止め）
  - 府中市上下町階見（しなみ） - 神石郡神石高原町田頭（たんどう）間（区間内で1時間に30mm以上もしくは24時間に100mm以上の降雨があった場合に通行止め）
  - 庄原市東城町帝釈始終（たいしゃくししゅう） - 庄原市西城町平子間

## 歴史
- 1971年6月26日 - 建設省（当時）告示第1,069号により主要地方道に認定される。
  - 前身は広島県道183号白石奥名線・広島県道215号金丸新市線の全部分および広島県道2号庄原東城線・広島県道7号三原東城線・広島県道43号小鳥原（ひととばら）神石線・広島県道47号二森（ふたもり）府中線・広島県道199号田頭井永線の各一部分である。
- 1972年3月21日 - 広島県告示第234号により広島県道1号新市七曲西城線として認定される。
- 1972年11月1日 - 広島県の県道番号再編により広島県道26号新市七曲西城線に改称する。
- 1993年（平成5年）5月11日 - 建設省から、主要県道新市七曲西城線が新市七曲西城線として主要地方道に再指定される[1]。
- 2003年2月3日 - 芦品郡新市町が沼隈郡内海町とともに福山市に編入されたことに伴い起点の地名表記が変更される（芦品郡新市町新市→福山市新市町新市）。
- 2004年4月1日 - 沿線にある甲奴郡上下町が府中市に編入される。
- 2004年11月5日- 沿線にある神石郡の全町村（三和町・神石町・油木町及び豊松村）が対等合併して神石郡神石高原町に移行する。
- 2005年3月31日 - 庄原市と比婆郡の全5町（口和町・西城町・高野町・東城町・比和町）、甲奴郡総領町が対等合併して改めて庄原市が発足したことに伴い終点の地名表記が変更される（比婆郡西城町平子→庄原市西城町平子）。

## 路線状況

### 重用区間
- 広島県道398号新山府中線（福山市新市町宮内・中央中学校入口（北）交差点 - 福山市新市町宮内・宮内（中）交差点南間）
- 広島県道417号小畠荒谷線（神石郡神石高原町父木野）
- 広島県道27号吉舎油木線（神石郡神石高原町高蓋 - 府中市上下町階見間）
- 広島県道25号三原東城線（神石郡神石高原町田頭 - 神石郡神石高原町福永・呉ヶ峠交差点間）
- 広島県道414号高光総領線（神石郡神石高原町福永 - 神石郡神石高原町福永・呉ヶ峠交差点間）
- 広島県道23号庄原東城線（庄原市東城町帝釈未渡）

### トンネル
- 呉ヶ峠トンネル（神石郡神石高原町福永、延長：73m）
- 丑ノ河（うしのこう）トンネル（庄原市西城町平子、延長：715m）

## 地理

### 通過する自治体
- 福山市
- 府中市
- 福山市
- 神石郡神石高原町
- 府中市
- 神石郡神石高原町
- 庄原市

### 交差する道路
| 交差する道路                                                             | 市町村名 | 市町村名   | 交差する場所                         | 交差する場所                |
| ------------------------------------------------------------------------ | -------- | ---------- | ------------------------------------ | --------------------------- |
| 国道486号                                                                | 福山市   | 福山市     | 新市町新市                           | 新市交番（東）交差点 / 起点 |
| 広島県道217号新市停車場線                                                | 福山市   | 福山市     | 新市町新市                           | 新市駅前交差点              |
| 広島県道398号新山府中線 重複区間起点                                     | 福山市   | 福山市     | 新市町宮内                           | 中央中学校入口（北）交差点  |
| 広島県道398号新山府中線 重複区間終点                                     | 福山市   | 福山市     | 新市町宮内                           | 宮内（中）交差点            |
| 広島県道399号金丸府中線 / 新道 重複区間起点                              | 福山市   | 福山市     | 新市町常                             |                             |
| 広島県道399号金丸府中線 広島県道399号金丸府中線 / 新道 重複区間終点      | 福山市   | 福山市     | 新市町金丸                           | 常金丸交差点                |
| 広島県道402号金丸市場線                                                  | 福山市   | 福山市     | 新市町金丸                           |                             |
| 広島県道400号藤尾井関線                                                  | 福山市   | 福山市     | 新市町藤尾                           |                             |
| 広島県道417号小畠荒谷線 重複区間起点                                     | 神石郡   | 神石高原町 | 父木野                               |                             |
| 広島県道417号小畠荒谷線 重複区間終点                                     | 神石郡   | 神石高原町 | 父木野                               |                             |
| 広島県道27号吉舎油木線 重複区間起点                                      | 神石郡   | 神石高原町 | 高蓋                                 |                             |
| 広島県道416号三和油木線                                                  | 神石郡   | 神石高原町 | 階見（しなみ）                       |                             |
| 広島県道27号吉舎油木線 重複区間終点                                      | 府中市   | 府中市     | 上下町階見（しなみ）                 |                             |
| 広島県道25号三原東城線 重複区間起点                                      | 神石郡   | 神石高原町 | 田頭（たんどう）                     |                             |
| 広島県道412号牧油木線                                                    | 神石郡   | 神石高原町 | 牧                                   |                             |
| 広島県道423号原谷神石線                                                  | 神石郡   | 神石高原町 | 福永                                 |                             |
| 広島県道414号高光総領線 重複区間起点                                     | 神石郡   | 神石高原町 | 福永                                 |                             |
| 広島県道25号三原東城線 重複区間終点 広島県道414号高光総領線 重複区間終点 | 神石郡   | 神石高原町 | 福永                                 | 呉ヶ峠（くれがたお）交差点  |
| 広島県道452号帝釈未渡相渡線                                              | 庄原市   | 庄原市     | 東城町帝釈未渡（たいしゃくみど）     |                             |
| 広島県道23号庄原東城線 重複区間起点                                      | 庄原市   | 庄原市     | 東城町帝釈未渡                       |                             |
| 広島県道23号庄原東城線 重複区間終点                                      | 庄原市   | 庄原市     | 東城町帝釈未渡                       |                             |
| 広島県道447号始終森線                                                    | 庄原市   | 庄原市     | 東城町帝釈始終（たいしゃくししゅう） |                             |
| 国道183号                                                                | 庄原市   | 庄原市     | 西城町平子                           | 終点                        |

### 沿線にある施設など

#### 主要施設
- JR福塩線 新市駅
- 福山市役所新市支所

#### 名所・旧跡・観光地
- 福山市新市歴史民俗博物館
- 吉備津神社
- 本覚大師廟塔
- 大滝神社
- 蛇円山
- 尾市古墳
- 厚山宝篋印塔
- 菊の里・金丸
- 金名の郷頭

## 文化

### 並行する旧街道
- 西城往来[2]